# 弗勒里 (芒什省)
弗勒里（法語：Fleury，法語發音：[flœʁi] ⓘ）是法国芒什省的一个市镇，属于圣洛区。

## 地理
弗勒里（48°50'52"N, 1°16'33"W）面积12.6 平方千米，位于法国诺曼底大区芒什省，该省份为法国西北部沿海省份，西、北、东北三面环大西洋，东起顺时针与卡爾瓦多斯省、奧恩省、马耶讷省和伊勒-维莱讷省接壤。
与弗勒里接壤的市镇（或旧市镇、城区）包括：拉布卢蒂耶尔、尚普勒皮、拉朗德代鲁、勒梅尼勒加尼耶、维勒迪约莱波埃勒-鲁菲尼。

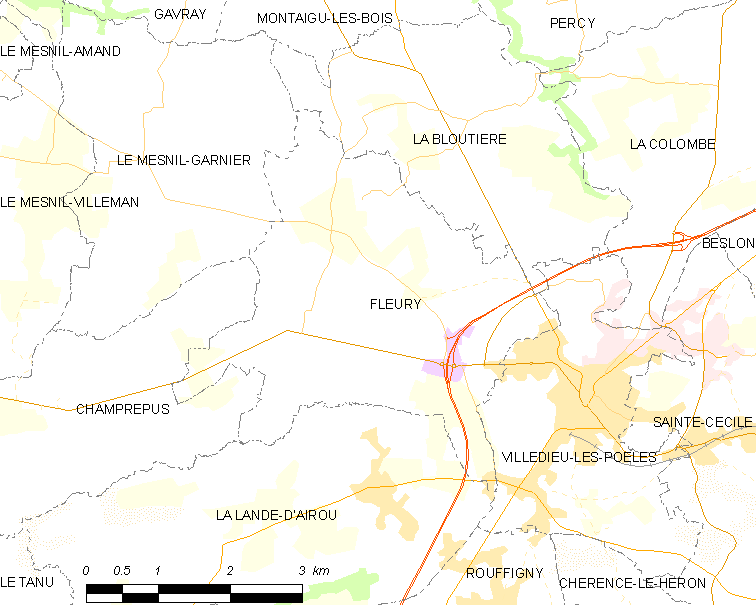
的OSM定位图

弗勒里的时区为UTC+01:00、UTC+02:00（夏令时）。

## 行政
弗勒里的邮政编码为50800，INSEE市镇编码为50185。

## 政治
弗勒里所属的省级选区为维勒迪约莱普瓦勒-鲁菲尼县。

## 人口

1962-2008年间人口变化图示

弗勒里于2022年1月1日时的人口数量为1085人。